# ドライフルーツ

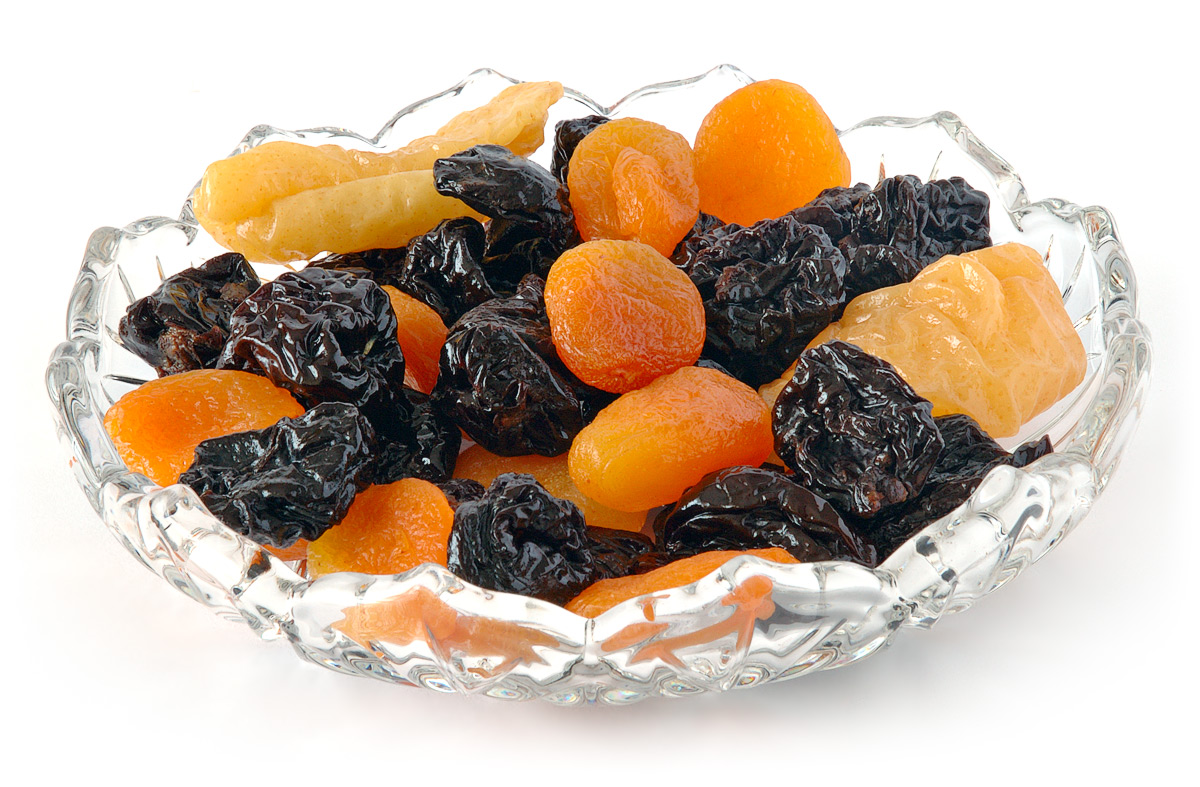
ドライフルーツの盛り合わせ

ドライフルーツ（英語: dried fruit）ないし干し果物（ほしくだもの）は、果実を天日や砂糖漬けなどで乾燥させ、保存性をもたせた食品である。

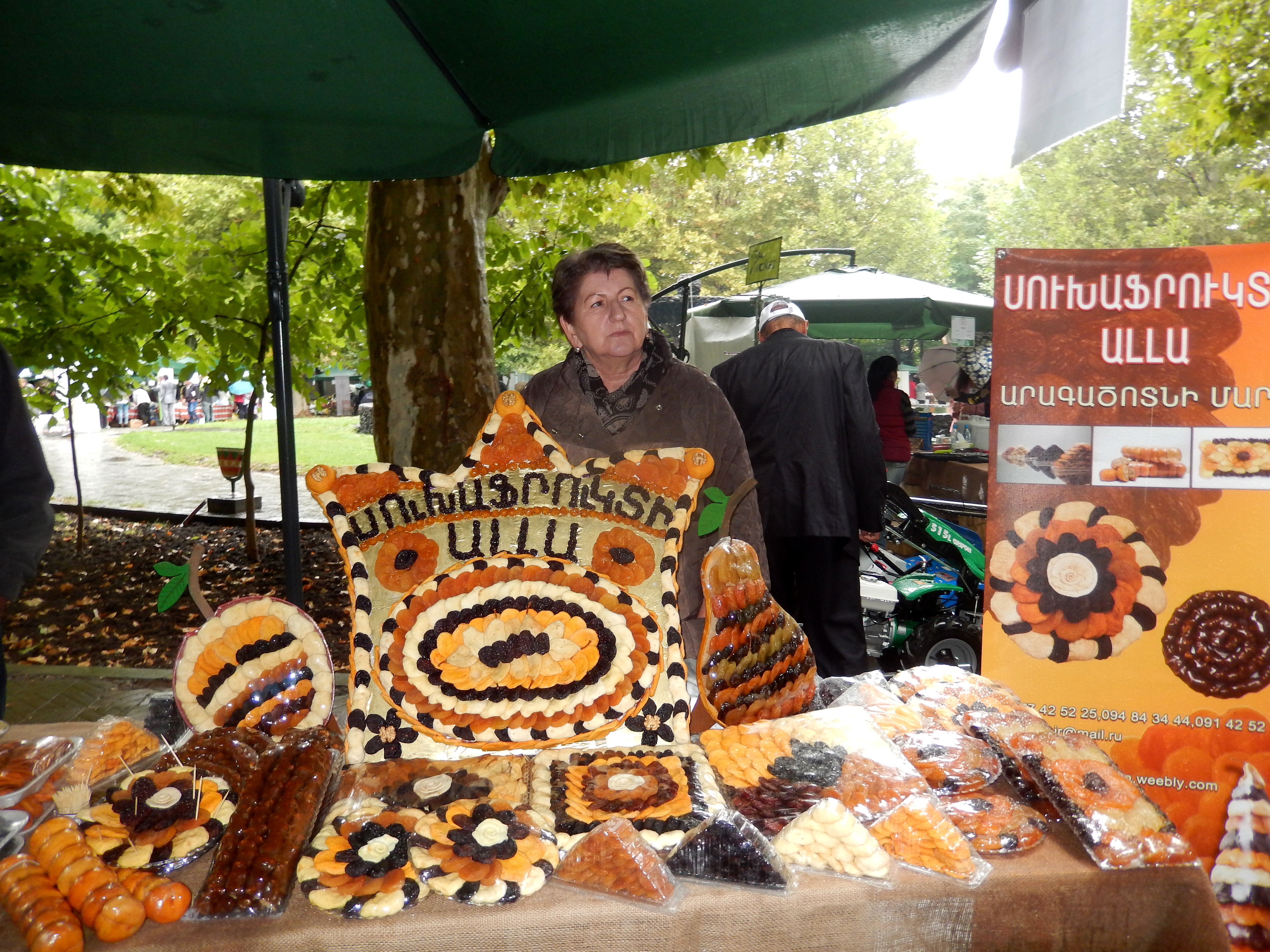
アルメニアのドライフルーツ販売業者

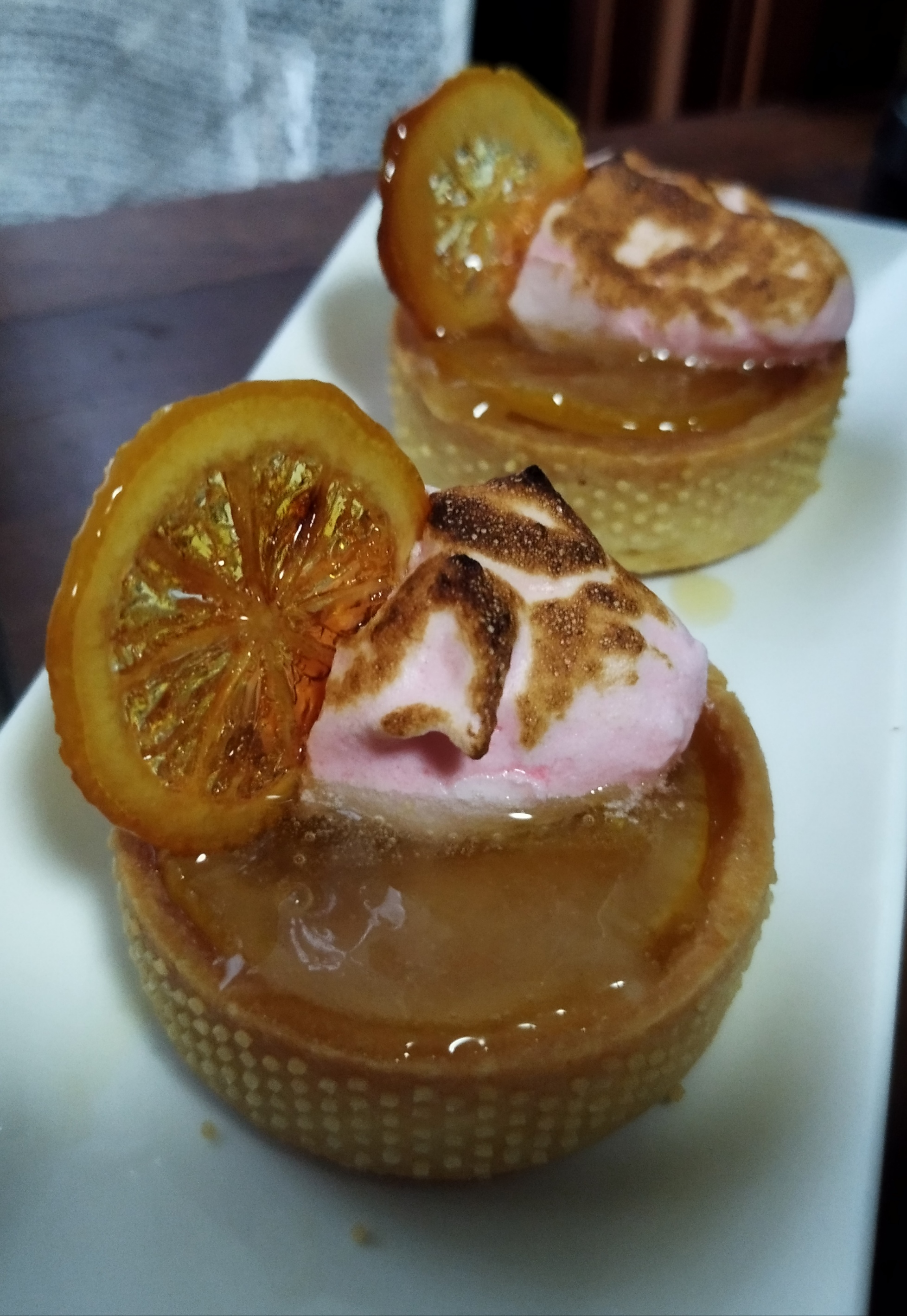
ドライフルーツ（レモン）を使用したタルトケーキ

## 歴史
レーズン、イチジク、デーツ、アプリコット、リンゴなどの伝統的なドライフルーツは、何千年にもわたって地中海沿岸の食生活の主役となってきた。これは、現代のイラン、イラク、トルコ南西部、シリア、レバノン、パレスチナ、イスラエル、エジプト北部の一部からなる肥沃な三日月地帯と呼ばれる中東地域で早くから栽培されていたことが一因である。食糧を干したり乾燥させたりする行為は、食料保存のための原始的な方法として古くから用いられてきた方法である。ブドウやナツメヤシ、イチジクなどの果実が木やつるから落ちた際、それらは炎天下で乾燥し干からびる。初期の狩猟採集民は、落ちて干からびた果実が食べられる形になることを観察し、その安定性と凝縮された甘さを高く評価した。

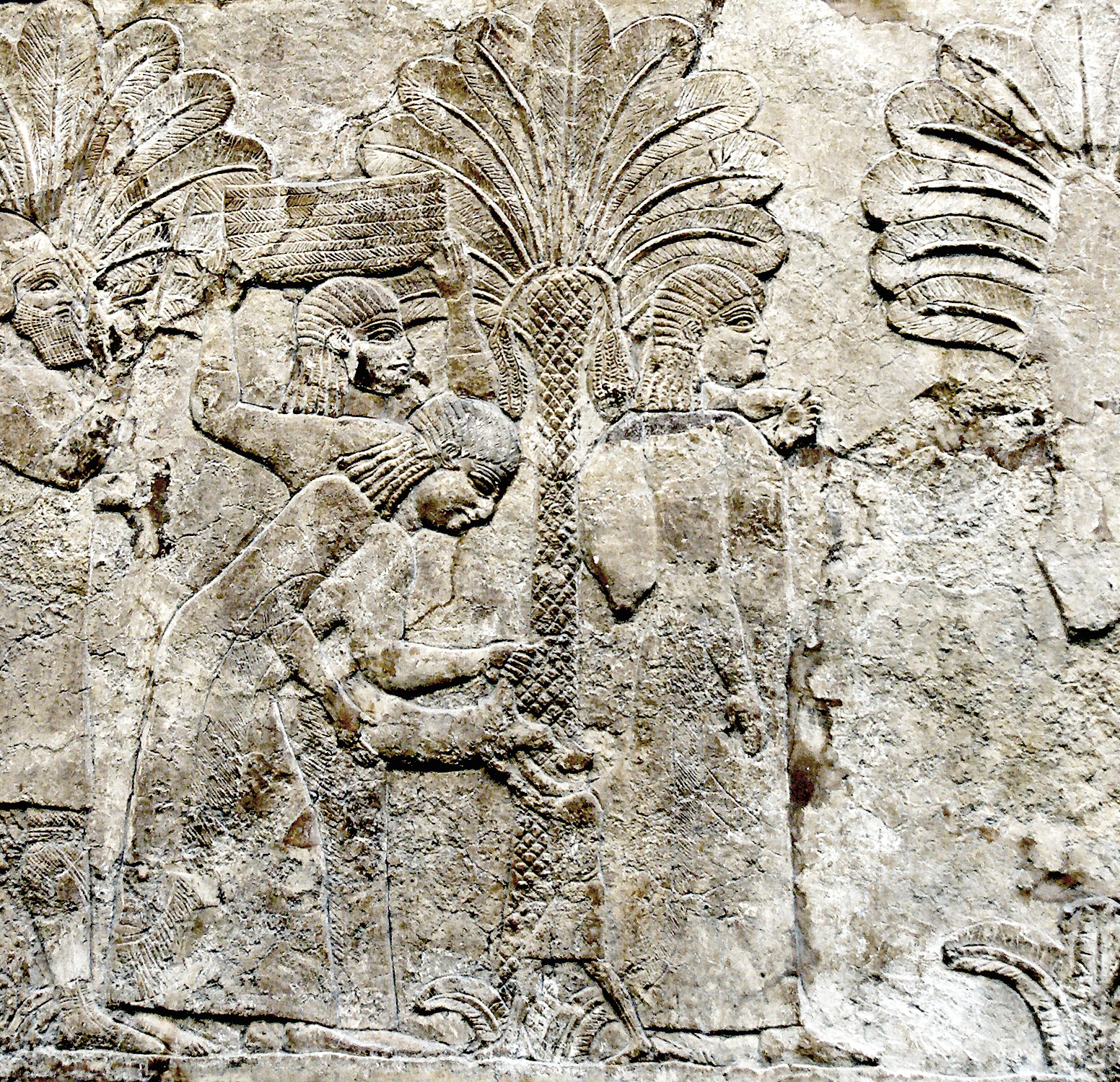
古代都市ニネヴェに残る彫刻。 ナツメヤシの果樹園でドライフルーツを作る工程が描かれている。ちなみにナツメヤシは世界で初めて栽培された木である。

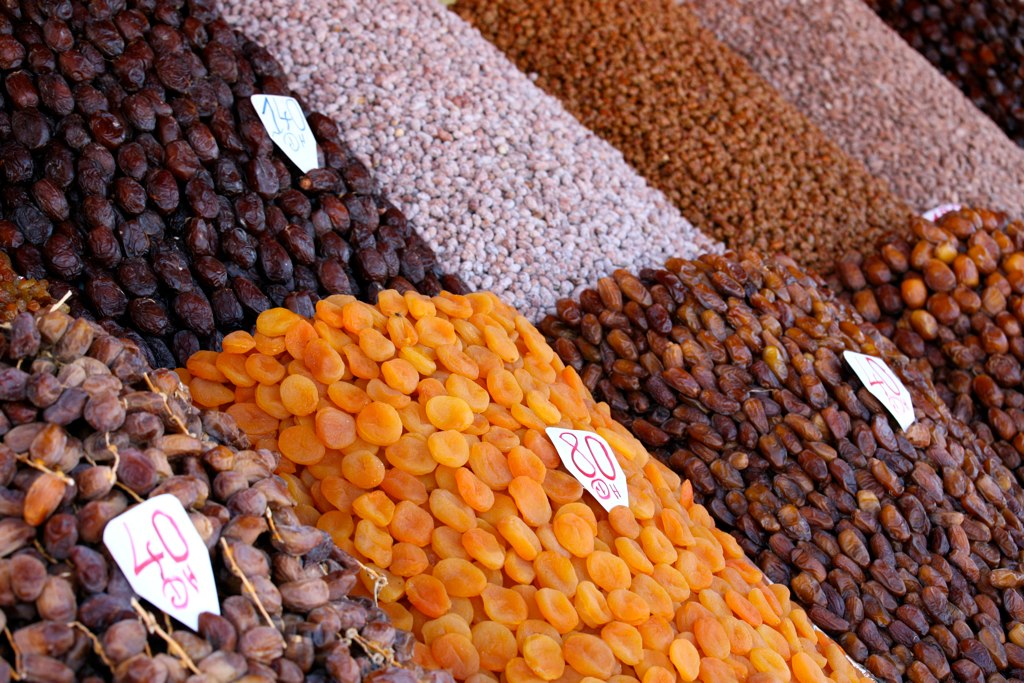
店に陳列されているドライフルーツやドライナッツの数々。(モロッコにて撮影)

ドライフルーツに関する最古の記録は、紀元前1500年頃のメソポタミアの石版にあり、そこにはおそらく最古のレシピが記されている。バビロニアの日常言語であるアッカド語で書かれたこの粘土板には、大麦、キビ、小麦などの穀物、野菜やナツメヤシ、イチジク、リンゴ、ザクロ、ブドウなどといった果物が食用にされていたことが楔形文字で書かれている。これらの初期文明では、甘味料としてデーツの果汁を蒸発させてシロップにしたもの、またはレーズンなどが使われていた。労働者用のシンプルな大麦パンから、宮殿や寺院で作られるスパイス入りの非常に手の込んだケーキにわたる約300種類以上ものパンを製作し、蜂蜜を添えて食していたとされるが、それらのパンにはレーズンが練り込まれていたそうだ。
ナツメヤシは、最初に栽培された樹木の一つである。5,000年以上前にメソポタミアで栽培化された。ナツメヤシは肥沃な三日月地帯に豊富に生育し、その生産性は高く（平均的なナツメヤシは年間50kgの実を60年以上にわたってつける）、主食の中で最も安価なものであった。そのため、多くのアッシリアやバビロニアの遺跡や神殿にナツメヤシについて記録されている。メソポタミアの村人たちは、それを乾燥させてお菓子として食べていた。また、ナツメヤシは生のまま用いても、柔らかく乾燥させたものでもあれ、硬く乾燥させたものであれ、肉料理や穀物のパイなどに個性的な味に付け加えることができた。また、旅人には元気の素として重宝され、疲労回復の薬として推奨された。

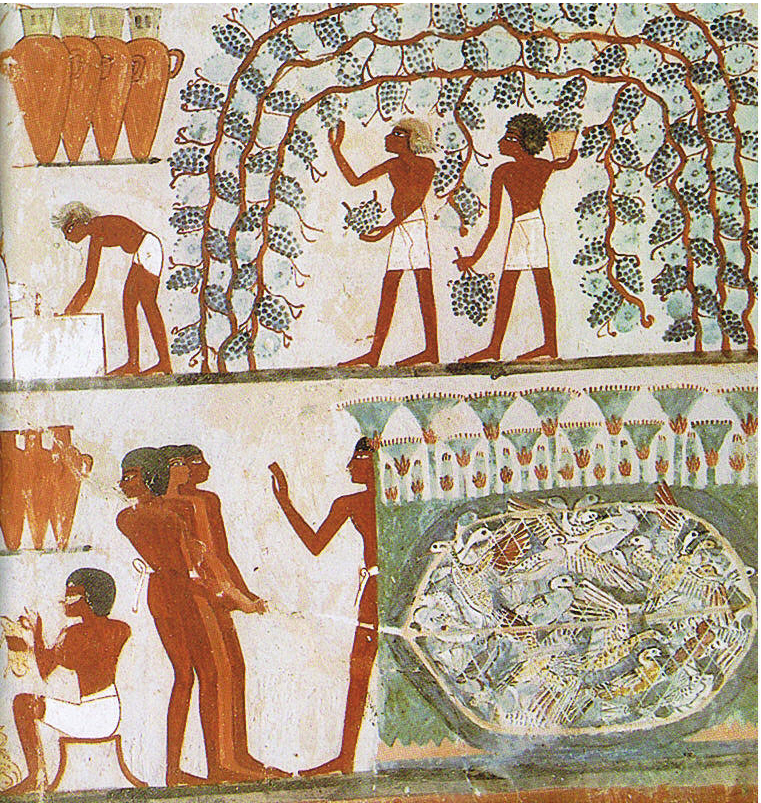
エジプト・ナフトの古代寺院の壁画。ブドウを栽培している図が描かれている。これらのブドウの多くは乾燥させてレーズンにした。

イチジクは、初期のメソポタミア、パレスチナ、エジプトでも珍重され、日常的にナツメヤシと同等かそれ以上の頻度で利用されていたと考えられている。イチジクは壁画に描かれるだけでなく、エジプトの墳墓から葬儀の供物として供えられたものもよく発見されている。ギリシャやクレタ島では、イチジクはとてもよく育ち、裕福な者もそうでない者も干し上げられたイチジクをよく食した。
ブドウの栽培は、紀元前4世紀にアルメニアや地中海の東部地域で始まったとされる。砂漠の炎天下でぶどうを乾燥させ、レーズンを生産していたのである。その後、モロッコやチュニジアなどアフリカ北部にブドウ栽培とレーズン生産が急速に広まった。当時地中海東部沿岸で活躍していたフェニキア人やエジプト人が地中海中にレーズン生産を普及させることができたのは、乾燥した環境が天日干しに最適だったためと思われる。彼らはレーズンを瓶に入れて保存し、数千個単位で各神殿に割り振った。また、パンやさまざまなお菓子に加え、あるものは蜂蜜で、あるものは牛乳と卵で作った。
ドライフルーツはその後、中東からギリシャを経てイタリアに伝わり、食生活の主役となった。古代ローマ人はレーズンをオリーブや新鮮な果物とともに、一般的な食生活の主要な料理として食し、レーズンは社会のあらゆる階層の人々によって大量に消費されていた。レーズン入りのパンは朝食としてよく食べられ、穀物や豆類や乳とともに食された。レーズンは食用という枠を超え、剣闘士やアスリートへの褒美や物々交換の通貨として重宝された。

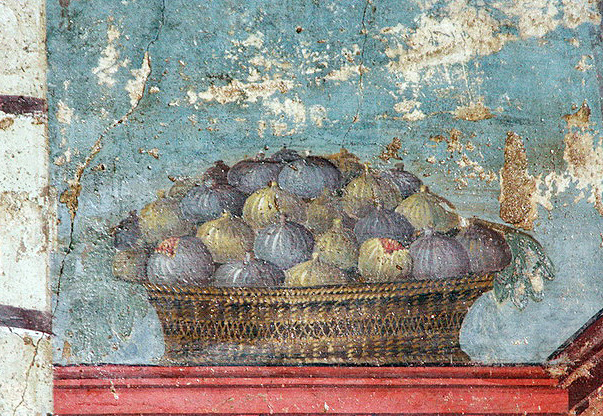
ポンペイの壁画に描かれているバスケットに盛られた無花果。ドライイチジクは古代ローマでは非常にポピュラーな食べ物であった。

ドライフルーツは古代ローマの社会において、必要不可欠な食品であった。それは下に示す『紀元前100年ごろの古代ローマのとある家庭の家政婦に対する指示書』からも読み取れる。指示書には「家政婦は調理済みの食品をあなた(主人)と召使のために常に準備しておかなければならない。鷄をたくさん飼い卵もたくさんストックしておかなければならない。また干し梨やレーズン、ナナカマドやナナカマドのブドウジュース漬け、さらには梨・ブドウの砂糖漬けなども大量に蓄えておかなければならない。葡萄は葡萄酒に漬けて土に埋めた壺に入れ、同じように保存し、プラエネステのナッツも同じように保存しなければならない。またマルメロや他の野生の果物はジャーに入れて保存しなければならない。これらはすべて、彼女(家政婦)が年中を通して保存しなければならない
。」と書かれている。
ローマではイチジクも非常に人気があった。乾燥させたイチジクはパンに練り込められ、田舎の人々の冬の食生活で大きな割合を占めた。そんなイチジクはクミン、アニス、フェンネルなどのスパイスや炒ったゴマをすり込み、イチジクの葉で包んで瓶に詰めて保存された。現在では、イスラエル、エルサレム、ガザなど、アラビア諸国が主な産地となっている。ドライイチジクは、ビタミン、リン、その他の重要なミネラルが豊富に含まれる。
プラムやアプリコットやモモはアジアに起源を持つ果物である 。これらの果物は紀元前3000年頃に中国にて栽培され始め、それが肥沃な三日月地帯に伝わり、その地で広く食べられるようになった。ギリシャやイタリアに伝わったのはそれよりだいぶ後のことであり、伝来した当初は非常に高価な食べ物であった。が、豪華な食事のお供としてはポピュラーな食べ物であった。ワインやシチューと共に食されたという。

## 製造
天日に干したり砂糖で脱水させたりといった方法の他に、油で揚げたり、近年ではフリーズドライなどの技術も利用される。

## 特徴
乾燥しているため、果実の甘味などの風味や各種栄養が凝縮されている他、干し柿のように生のままでは食べにくい果物を美味しく食べられるようにする加工技術もあるなど、食品加工の一形態にも位置付けられる。保存性を高めることで輸送し易くして、広い範囲に果物を流通させるためにも役立っている。

## 利用
20世紀に入ってからは食品加工技術も発達、また、食糧生産面でも様々な保存性も高い食品が工業単位で製造され販売されている中で、これらドライフルーツは菓子一般に比べ加工度が低く、自然食品ないし健康食品としての側面もあり、これを好む消費者も見られる。
これらは、収穫すると生のままでは傷み易く長期間とって置けない果物を保存するための古くからある方法であるが、保存食として用いられるほか、製菓材料として用いられることも多い。

## 健康
ドライフルーツを摂取することは、毎日少なくとも2サービングの果物を食べるという目標を達成するための簡単な方法である。

## ドライフルーツに加工される果実
- ブドウ（干したものはレーズンと呼ばれる）
- イチジク
- イチゴ
- セイヨウスモモ（プラム、プルーン）
- カキ（干し柿）
- アンズ（アプリコット）
- ブルーベリー
- クランベリー
- カーラント（赤スグリ）
- オレンジ、また、その果皮
- レモン、また、その果皮
- メロン
- リンゴ
- マンゴー
- パパイヤ
- バナナ
- パイナップル
- タマリンド
- ナツメ
- ナツメヤシ
- サンザシ
- クコ
- ウメ
- クワ(ホワイトマルベリー等)
- サクランボ
- モモ
- キウイフルーツ
- カシス
- 梅干し